# Marije Deda
Marije Deda właśc. Marije Zojzi (ur. 1916 w Szkodrze, zm. 5 grudnia 1946) – Albanka, ofiara represji komunistycznych.

## Życiorys
Pochodziła z rodziny prześladowanej przez reżim komunistyczny, była córką Shtjefëna Zojziego. W 1946 poślubiła Pjetëra Dedę, który do 1944 walczył przeciwko Niemcom, a następnie w oddziale antykomunistycznego ruchu oporu. Marije Deda była jedną z organizatorek powstania postrybskiego. Po jego upadku ukrywała się wraz z mężem i Gasperem Zefim we wsiach Sheldi i Rragam. W grudniu 1946 ich kryjówka została odkryta przez funkcjonariuszy Departamentu Obrony Ludu. Wczesnym rankiem 5 grudnia 1946 zostali okrążeni przez siły bezpieczeństwa w lesie niedaleko wsi Rragam, w miejscu zwanym Hija e Madhe i wezwani do poddania. Marije odrzuciła to wezwanie i jako pierwsza zaczęła strzelać z rewolweru. W walce zginęła cała trójka, Pjetër Deda ciężko ranny, zmarł wkrótce po walce. Ciała zastrzelonych pochowano w nieznanym miejscu.